# Triatoma nigromaculata
Espèce
Triatoma nigromaculata est une espèce d'insectes du sous-ordre des Hétéroptères, une punaise sylvestre habituellement trouvée dans les arbres creux, dans les nids de vertébrés sur les arbres, et occasionnellement dans les habitations. Elle vit généralement dans les forêts humides des régions montagneuses, soit à haute altitude, soit sur les contreforts (300 à 1 700 m au-dessus du niveau de la mer).
Comme tous les membres de la sous-famille des Triatominae, T. nigromaculata est hématophage et vecteur potentiel de la maladie de Chagas.
Cette espèce est principalement présente au Venezuela (Aragua, Barinas, Bolívar, Cojedes, Delta Amacuro, District capitale de Caracas, Lara, Mérida, Monagas, Portuguesa, Sucre et Yaracuy), mais certains spécimens ont été retrouvés au Pérou et en Colombie (Cauca).